# Philadelphia International Records
Philadelphia International Records (PIR) — американський звукозаписний лейбл у Філадельфії, штат Пенсільванія. Він був заснований у 1971 році авторським і продюсерським дуетом Кеннетом Гемблом і Леоном Хаффом разом із їхнім давнім партнером Томом Беллом. Він був відомий демонстрацією музичного жанру філадельфійського соулу (також відомого як філадельфійський соул), який базувався на госпелі, ду-вопі та соулі того часу. Пізніше цей звук ознаменував видатну та виразну епоху в жанрі R&B. У 1970-х роках лейбл випустив низку всесвітніх хітів, у яких наголошувалося на розкішній оркестровій інструментівці, потужному басу та драйвовій перкусії.
Серед їхніх найпопулярніших і найбільш продаваних виконавців були O'Jays, Harold Melvin & the Blue Notes, Teddy Pendergrass, MFSB, Billy Paul, Patti LaBelle і Lou Rawls. З 1971 року до початку 1980-х років лейбл випустив понад 170 золотих і платинових платівок.
Philadelphia International Records майже не існувала з 1987 року і остаточно припинила свою діяльність у 2001 році. З 2007 року Sony Music Entertainment володіє всіма правами на каталог Philadelphia International Records.

## Початок і успіх
Кеннет Гембл і Леон Хафф, засновники Philadelphia International Records, познайомилися в 1964 році, коли обидва грали як сесійні музиканти для різних лейблів, у тому числі для Cameo-Parkway Records у Філадельфії, будівля якого пізніше стала домом для студії звукозапису Philadelphia International Records. У 1965 році Хафф приєднався до гурту Гембла, Romeos, популярного на той час прізвиська, замінивши на піаніно майбутнього продюсера та аранжувальника Philadelphia International Records Тома Белла . Гембл і Ромео не досягли успіху, граючи на своєму лейблі Arctic Records, і незабаром після цього розпалися.
Коли Ромео розпалися, Гембл і Хафф розпочали одну з перших ітерацій Philadelphia International Records (яку вони назвали Excel and Gamble) після візиту до Motown Records у Детройті, щоб оглянути Motown. Успіх їх найбільшого підписання, Intruders, привернув увагу до Гембла та Хаффа, що дозволило їм створити Neptune Records у 1969 році. Neptune Records, більш амбітний проект для дуету, був профінансований Chess Records, і дозволив їм підписати пізніше Philadelphia International Records виконавців O'Jays і Three Degrees. Коли Chess Records змінила власника в 1969 році, Neptune Records припинила свою діяльність. Після розпаду Neptune Records Гембл і Хафф перевели своїх виконавців у новий проект Philadelphia International Records. Прагнучи залучити нових темношкірих виконавців на свій лейбл, але не маючи власного досвіду, Columbia Records була переконана підписати ексклюзивний контракт на виробництво з новим Philadelphia International Records Gamble and Huff.

## Пізній період
До середини 1980-х Philadelphia International Records розірвала угоду про дистрибуцію, яку вони мали з Columbia. Незабаром лейбл був підібраний Capitol/EMI Records. Вони продовжували створювати хіти, зокрема «Do You Get Enough Love» Ширлі Джонс, але найуспішніші роки залишилися позаду.
У 1990-х Philadelphia International заснувала нову дочірню компанію Uncensored Records. За участю Деймона та No Question, лейбл випускає хіп-хоп музику. Зараз Philadelphia International зосереджена на ліцензуванні свого музичного каталогу по всьому світу та випустила кілька нових записів із середини 1980-х років, коли Гембл і Хафф припинили спільну студійну роботу.
У 1989 році Гембл і Хафф були нагороджені своєю першою премією «Греммі». Кавер на пісню «If You Don't Know Me By Now», написану Гемблом і Хаффом, виконавця Simply Red, отримав премію « Греммі» як найкраща пісня в стилі R&amp;B. У 1999 році Гембл і Хафф були нагороджені Греммі за життєві досягнення від Національної академії мистецтв і наук звукозапису. У 2008 році дует був включений до Зали слави рок-н-ролу в категорії невиконавців, приєднавшись до їхнього гурту O'Jays, який був прийнятий у 2005 році.
У листопаді 2009 року PBS випустив спеціальну програму з двох частин, Love Train: The Sound of Philadelphia, яка присвячена Гемблу та Хаффу та родині артистів Philadelphia International Records. Концерт був знятий перед живою публікою 7 червня 2008 року в готелі та казино Borgata в Атлантик-Сіті, і на ньому виступили артисти TSOP.

## Філлі соул
Філадельфійський соул або філадельфійський соул — це форма соул-музики, яка походила з Філадельфії в середині 1960-х років. Він став більш плавною альтернативою глибокому соулу 1960-х, зберігаючи душу та емоції популярного R&B того часу. Philadelphia International Records був одним із найуспішніших лейблів, які використали цей новий жанр із такими виконавцями, як O'Jays і Тедді Пендерграсс.
Філлі соул відомий своїм поєднанням пишних струнних аранжувань разом із проникливими духовими, і часто розповідає дуже особисті та емоційні історії. Струнну секцію всесвітньо відомого Філадельфійського оркестру часто використовували для виконання багатьох треків Philadelphia International Records. Філлі соул часто вважають продюсерським жанром, суть жанру походить здебільшого від Gamble, Huff, Bell та інших продюсерів у PIR. Philly soul з його драйвовими ритмами пізніше став джерелом натхнення для диско-божевілля 1970-х років.

## Дискографія
Каталожні номери з 1971 по 1985 роки є частиною загальної системи нумерації CBS Records, тому є розривними. Альбоми, випущені з 1986 по 1990 рік, були частиною системи нумерації каталогу Capitol/EMI. Каталожні номери для альбомів, випущених після 1991 року, взято з дистриб'юторської угоди Philadelphia International із Zoo Entertainment.
| Каталог             | Альбом                                                                            | Артист                         | Рік  |
| ------------------- | --------------------------------------------------------------------------------- | ------------------------------ | ---- |
| KZ 30580            | Going East                                                                        | Біллі Пол                      | 1971 |
| KZ 31648            | I Miss You                                                                        | Harold Melvin & the Blue Notes | 1972 |
| KZ 31712            | Back Stabbers                                                                     | O'Jays                         | 1972 |
| KZ 31793            | 360 Degrees of Billy Paul                                                         | Біллі Пол                      | 1972 |
| KZ 31794            | Dick Jensen                                                                       | Dick Jensen                    | 1973 |
| ZX 31991            | Save The Children (originally released on Gamble Records)                         | Intruders                      | 1973 |
| KZ 32046            | MFSB                                                                              | MFSB                           | 1973 |
| KZ 32118            | Ebony Woman (originally released in 1970 on Neptune Records)                      | Біллі Пол                      | 1973 |
| KZ 32119            | Feelin' Good at the Cadillac Club (originally released in 1968 on Gamble Records) | Біллі Пол                      | 1973 |
| KZ 32120            | The O'Jays In Philadelphia (originally released in 1970 on Neptune Records)       | O'Jays                         | 1973 |
| KZ 32131            | Super Hits                                                                        | Intruders                      | 1973 |
| KZ 32404            | Spiritual Concept                                                                 | Spiritual Concept              | 1973 |
| KZ 32406            | The Three Degrees                                                                 | The Three Degrees              | 1973 |
| KZ/ZQ 32407         | Black And Blue                                                                    | Harold Melvin & the Blue Notes | 1973 |
| KZ/PZ/PZQ 32408     | Ship Ahoy                                                                         | O'Jays                         | 1973 |
| KZ 32409            | War Of The Gods                                                                   | Billy Paul                     | 1973 |
| KZ 32419            | The Ebonys                                                                        | Ebonys                         | 1973 |
| KZ/ZQ 32707         | Love is the Message                                                               | MFSB                           | 1973 |
| KZ 32713            | The Sound Of Philadelphia '73                                                     | Various Artists                | 1973 |
| KZ 32859            | That's How I'll Be Loving You                                                     | Bunny Sigler                   | 1974 |
| KZ 32952            | Live In Europe                                                                    | Billy Paul                     | 1974 |
| KZ/PZQ 32953        | The O'Jays Live In London                                                         | O'Jays                         | 1974 |
| KZ/PZ 33148         | To Be True                                                                        | Harold Melvin & Blue Notes     | 1975 |
| KZ 30584            | You Will Remember Me                                                              | King Cason                     | 1975 |
| KZ 33150            | Survival                                                                          | O'Jays                         | 1975 |
| KZ 33152            | Potpourri                                                                         | Thad Jones & Mel Lewis         | 1975 |
| KZ 33153            | Reality                                                                           | Monk Montgomery                | 1974 |
| KZ 33154            | Boogie Down U.S.A.                                                                | People's Choice                | 1975 |
| PZ 33157            | Got My Head on Straight                                                           | Біллі Пол                      | 1975 |
| PZ 33158            | Universal Love                                                                    | MFSB                           | 1975 |
| KZ 33162            | International                                                                     | Three Degrees                  | 1975 |
| KZ 33249            | Keep Smilin'                                                                      | Bunny Sigler                   | 1975 |
| PZ/PZQ 33807        | Family Reunion                                                                    | O'Jays                         | 1975 |
| PZ/PZQ 33808        | Wake Up Everybody                                                                 | Harold Melvin & the Blue Notes | 1975 |
| PZ 33839            | Happy 'Bout The Whole Thing                                                       | Dee Dee Sharp                  | 1976 |
| PZ 33840            | The Three Degrees Live                                                            | Teddy Pendergrass              | 1975 |
| PZ 33841            | Could It Be Magic                                                                 | Anthony White                  | 1976 |
| PZ 33843            | When Love Is New                                                                  | Біллі Пол                      | 1975 |
| PZ/PZQ 33845        | Philadelphia Freedom                                                              | MFSB                           | 1975 |
| PZ 33957            | All Things in Time                                                                | Lou Rawls                      | 1976 |
| PZ 33958            | Travelin' In Heavy Traffic                                                        | Don Covay                      | 1976 |
| PZ 34079            | Life On Mars                                                                      | Dexter Wansel                  | 1976 |
| PZ 34110            | Circles                                                                           | City Limits                    | 1975 |
| PZ 34122            | From North Philly (Live)                                                          | Dap 'Sugar' Willie             | 1976 |
| PZ 34123            | Unemployment Blues                                                                | Force Of Nature                | 1976 |
| JE/PE 34229         | The Jacksons                                                                      | Jacksons                       | 1976 |
| PZ 34232            | Collectors' Item: All Their Greatest Hits!                                        | Harold Melvin & the Blue Notes | 1976 |
| PZ 34238            | Summertime                                                                        | MFSB                           | 1976 |
| PZ 34245            | Message in the Music                                                              | O'Jays                         | 1976 |
| PZ 34267            | My Music                                                                          | Bunny Sigler                   | 1976 |
| PZ 34323            | Where Will You Go When The Party's Over                                           | Archie Bell & the Drells       | 1976 |
| PZ 34346            | Bicentennial Poet                                                                 | Jean-Claude T.                 | 1976 |
| PZ 34358            | Get Down With The Philly Jump                                                     | Instant Funk                   | 1976 |
| PZ 34389            | Let 'Em In                                                                        | Біллі Пол                      | 1976 |
| JZ34390             | Teddy Pendergrass                                                                 | Teddy Pendergrass              | 1977 |
| PZ 34394            | Jean Carn                                                                         | Jean Carn                      | 1977 |
| PZ 34437            | What Color Is Love                                                                | Dee Dee Sharp                  | 1977 |
| PZ 34487            | What the World Is Coming To                                                       | Dexter Wansel                  | 1977 |
| PZ 34488            | Unmistakably Lou                                                                  | Lou Rawls                      | 1977 |
| PZ 34658            | End Of Phase I                                                                    | MFSB                           | 1977 |
| PZ 34659            | Let's Clean Up The Ghetto                                                         | Various Artists                | 1977 |
| PZ 34684            | Travelin' at the Speed of Thought                                                 | O'Jays                         | 1977 |
| ZX 34728            | Disco Champs                                                                      | Trammps                        | 1977 |
| JE/PE 34835         | Goin' Places                                                                      | Jacksons                       | 1977 |
| PZ 34855            | Hard Not To Like It                                                               | Archie Bell & the Drells       | 1977 |
| PZ 34923            | Only The Strong Survive                                                           | Біллі Пол                      | 1977 |
| PZ 34940            | Philadelphia Classics                                                             | Various Artists                | 1977 |
| PZ 34985            | Voyager                                                                           | Dexter Wansel                  | 1978 |
| PZ 34986            | Happy To Be With You                                                              | Jean Carn                      | 1978 |
| PGZ 35024/Z 2-35024 | The O'Jays: Collectors' Items                                                     | O'Jays                         | 1977 |
| JZ35036             | When You Hear Lou, You've Heard It All                                            | Lou Rawls                      | 1977 |
| JZ35095             | Life Is a Song Worth Singing                                                      | Teddy Pendergrass              | 1978 |
| JZ/PZ 35355         | So Full of Love                                                                   | O'Jays                         | 1978 |
| JZ35363             | Turn Me Loose                                                                     | People's Choice                | 1978 |
| JZ35458             | Past, Present And The Futures                                                     | Futures                        | 1978 |
| JZ35509             | Rush Hour                                                                         | Bobby Rush                     | 1978 |
| JZ35510             | Nothing Says I Love You Like I Love You                                           | Jerry Butler                   | 1978 |
| JZ35516             | MFSB: The Gamble &amp; Huff Orchestra                                             | MFSB                           | 1978 |
| PZ 2-35517          | Live                                                                              | Lou Rawls                      | 1978 |
| JZ35756             | First Class                                                                       | Біллі Пол                      | 1979 |
| JZ35757             | The Jones Girls                                                                   | Jones Girls                    | 1979 |
| JZ35758             | Edwin Birdsong                                                                    | Edwin Birdsong                 | 1979 |
| JZ35800             | McFadden & Whitehead                                                              | McFadden &amp; Whitehead       | 1979 |
| FZ36003             | Teddy                                                                             | Teddy Pendergrass              | 1979 |
| JZ/PZ 36006         | Let Me Be Good to You                                                             | Lou Rawls                      | 1979 |
| JZ36007             | Michael Pedicin Jr.                                                               | Michael Pedicin Jr.            | 1979 |
| JZ36024             | Time Is Slipping Away                                                             | Dexter Wansel                  | 1979 |
| FZ36027             | Identify Yourself                                                                 | O'Jays                         | 1979 |
| JZ36036             | Frantique                                                                         | Frantique                      | 1979 |
| JZ36096             | Strategy                                                                          | Archie Bell & the Drells       | 1979 |
| JZ36097             | The Force                                                                         | Force                          | 1979 |
| JZ36196             | When I Find You Love                                                              | Jean Carn                      | 1979 |
| JZ36294             | Live! Coast to Coast                                                              | Teddy Pendergrass              | 1979 |
| JZ/PZ 36304         | Sit Down and Talk to Me                                                           | Lou Rawls                      | 1979 |
| JZ36313             | The Harris Machine                                                                | Norman Harris                  | 1980 |
| Z 2-36314           | Best Of Billy Paul                                                                | Біллі Пол                      | 1980 |
| JZ36370             | Dee Dee                                                                           | Dee Dee Sharp                  | 1980 |
| JZ36413             | The Best Love                                                                     | Jerry Butler                   | 1980 |
| JZ36414             | Greetings Of Peace                                                                | Futures                        | 1981 |
| JZ36745             | TP                                                                                | Teddy Pendergrass              | 1980 |
| JZ36758             | Here to Create Music                                                              | Leon Huff                      | 1980 |
| JZ36767             | At Peace with Woman                                                               | Jones Girls                    | 1980 |
| JZ36774             | Shades of Blue                                                                    | Lou Rawls                      | 1980 |
| FZ/PZ 37380         | The Spirit's in It                                                                | Patti Labelle                  | 1981 |
| FZ37491             | It's Time for Love                                                                | Teddy Pendergrass              | 1981 |
| FZ37627             | Get as Much Love as You Can                                                       | Jones Girls                    | 1981 |
| FZ37683             | Live On Stage                                                                     | Various Artists                | 1982 |
| FZ37684             | Best Of Philadelphia International                                                | Various Artists                | 1982 |
| FZ37955             | 1982                                                                              | The Stylistics                 | 1982 |
| FZ37999             | My Favorite Person                                                                | O'Jays                         | 1982 |
| FZ38118             | This One's For You                                                                | Teddy Pendergrass              | 1982 |
| FZ/PZ 38518         | When Will I See You Again                                                         | O'Jays                         | 1983 |
| FZ38539             | I'm in Love Again                                                                 | Patti Labelle                  | 1983 |
| FZ38555             | Keep It Comin'                                                                    | Jones Girls                    | 1984 |
| FZ38646             | Heaven Only Knows                                                                 | Teddy Pendergrass              | 1983 |
| FZ39251             | Greatest Hits                                                                     | O'Jays                         | 1984 |
| FZ39252             | Greatest Hits                                                                     | Teddy Pendergrass              | 1984 |
| PZ 39254            | Philadelphia International Dance Classics, Vol. I                                 | Various Artists                | 1984 |
| PZ 39255            | Philly Ballads, Volume I                                                          | Various Artists                | 1984 |
| FZ39285             | Classics                                                                          | Lou Rawls                      | 1984 |
| FZ39367             | Love And More                                                                     | O'Jays                         | 1984 |
| FZ40020             | Patti                                                                             | Patti Labelle                  | 1985 |
| ST-53015            | Love Fever                                                                        | The O'Jays                     | 1985 |
| ST-53028            | The Whitehead Brothers                                                            | Kenny & Johnny                 | 1986 |
| ST-53029            | Living All Alone                                                                  | Phyllis Hyman                  | 1986 |
| ST-53031            | Always In The Mood                                                                | Shirley Jones                  | 1986 |
| ST-53036            | Let Me Touch You                                                                  | O'Jays                         | 1987 |
| 11006-1             | Prime of My Life                                                                  | Phyllis Hyman                  | 1991 |
| 11008-1             | Universe                                                                          | Universe                       | 1991 |
| 11023-1             | I Salute You                                                                      | The Dells                      | 1992 |
| 11040-1             | I Refuse to Be Lonely                                                             | Phyllis Hyman                  | 1995 |
| 30902               | Forever with You                                                                  | Phyllis Hyman                  | 1998 |